# Gyrodyn

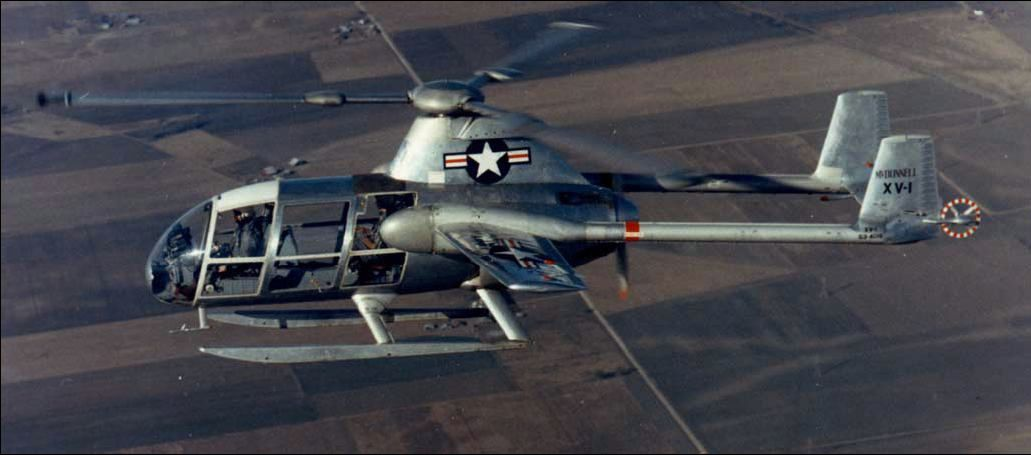
McDonnell XV-1

Gyrodyn je druhem letadla s rotujícím křídlem, které pro vzlet a přistání používá poháněný hlavní rotor. Pro samotný let však rotor poháněn není a gyrodyne k udržení vztlaku, který jej drží ve vzduchu využívá režimu autorotace.
Federal Aviation Administration (Federal Aviation Administration) definuje gyrodyn jako rotorové letadlo, jehož rotory jsou normálně poháněny pro vzlet, přistání, visení ve vzduchu i dopředný let přes část jeho rychlostního rozsahu a k jehož pohonu se většinou využívá konvenční vrtule a nezávislý rotorový systém.
Svou koncepcí se tak gyrodyn pohybuje mezi vrtulníky a vírníky. Podobnou koncepci představují složené vrtulníky (z anglického Compound helicopters), kterým se také říká kombinované nebo hybridní, které se od gyrodynu odlišují tím, že jejich rotor je poháněn po celou dobu letu. NASA složené vrtulníky definuje jako vrtulníky s křídly a pomocným pohonem.
Za vynálezce gyrodynu je považován Dr. James Allan Jamieson Bennett, který pracoval pro společnost Cierva Autogiro Company. Koncept gyrodynu vznikl ve 30. letech 20. století.

## Příklady gyrodynů
- Flettner Fl 185
- Fairey FB-1 Gyrodyne
- Fairey Jet Gyrodyne
- Fairey Rotodyne
- Kamov Ka-22
- Kayaba Heliplane
- McDonnell XV-1